# Cymodoce pelsarti
Cymodoce pelsarti är en kräftdjursart som beskrevs av Tattersall 1922. Cymodoce pelsarti ingår i släktet Cymodoce och familjen klotkräftor. Inga underarter finns listade i Catalogue of Life.